# Torneo Preolímpico femenino FIBA 2012
El Torneo Preolímpico Femenino FIBA 2012 será el último torneo clasificatorio para los Juegos Olímpicos de Londres 2012. El torneo es organizado por la FIBA y se llevará a cabo en Ankara, Turquía, del 25 de junio al 1 de julio de 2012. Participaran 12 equipos buscando las 5 plazas para el evento olímpico. 

## Formato
- Los 12 equipos de dividen en cuatro grupos cada grupo con 3 equipos para la primera ronda.
- Los dos mejores equipos de cada grupo avanzan a los cuartos de final. Los últimos equipos serán eliminados.
- Los cuartos de final serán de eliminación directa donde los equipos serán distribuidos de la siguiente manera:
  - A1 vs. B2
  - B1 vs. A2
  - C1 vs. D2
  - D1 vs. C2
- Los ganadores de cuartos de final obtendrán una plaza para los Juegos Olímpicos. Los perdedores de cuartos de final se enfrentaran en un repechaje en el mismo formato que cuartos de final:
  - Perdedor [A1 v B2] vs Perdedor [C1 v D2]
  - Perdedor [B1 v A2] vs Perdedor [D1 v C2]
- El ganador de estos encuentros obtendrá el quinto puesto y la última plaza a los Juegos Olímpicos 2012

## Primera Ronda

### Grupo A
|   | Equipo      | Pts | G | P | PF  | PC  | Dif |
| - | ----------- | --- | - | - | --- | --- | --- |
| 1 | Turquía     | 4   | 2 | 0 | 130 | 102 | 28  |
| 2 | Japón       | 3   | 1 | 1 | 128 | 135 | -7  |
| 3 | Puerto Rico | 2   | 0 | 2 | 123 | 144 | -21 |

## Resultados
| 25 de junio, 19:00 | Turquía | 65 - 53 | Puerto Rico |  |
| Reporte            | Ankara  |         |             |  |

| 26 de junio, 19:00 | Turquía | 65 - 49 | Japón |  |
| Reporte            | Ankara  |         |       |  |

| 27 de junio, 16:45 | Puerto Rico        | 70 - 79            | Japón  |  |
|                    |                    |                    |        |  |
| Parciales: 11 - 19 | Parciales: 11 - 19 | Parciales: 11 - 19 | Ankara |  |

### Grupo B
|   | Equipo          | Pts | G | P | PF  | PC  | Dif |
| - | --------------- | --- | - | - | --- | --- | --- |
| 1 | República Checa | 4   | 2 | 0 | 138 | 105 | 33  |
| 2 | Argentina       | 3   | 1 | 1 | 108 | 119 | -11 |
| 3 | Nueva Zelanda   | 2   | 0 | 2 | 102 | 124 | -22 |

## Resultados
| 25 de junio, 16:45 | República Checa | 70 - 51 | Nueva Zelanda |  |
| Reporte            | Ankara          |         |               |  |

| 26 de junio, 16:45 | Argentina | 54 - 51 | Nueva Zelanda |  |
| Reporte            | Ankara    |         |               |  |

| 27 de junio, 19:00 | República Checa | 68 - 54 | Argentina |  |
|                    | Ankara          |         |           |  |

### Grupo C
|   | Equipo        | Pts | G | P | PF  | PC  | Dif |
| - | ------------- | --- | - | - | --- | --- | --- |
| 1 | Croacia       | 4   | 2 | 0 | 167 | 137 | 30  |
| 2 | Corea del Sur | 3   | 1 | 1 | 146 | 148 | -2  |
| 3 | Mozambique    | 2   | 0 | 2 | 127 | 155 | -28 |

## Resultados
| 25 de junio, 14:30 | Croacia | 84 - 62 | Mozambique |  |
| Reporte            | Ankara  |         |            |  |

| 26 de junio, 14:30 | Corea del Sur | 71 - 65 | Mozambique |  |
| Reporte            | Ankara        |         |            |  |

| 27 de junio, 14:30          | Corea del Sur               | 75 - 83                     | Croacia |  |
|                             |                             |                             |         |  |
| Parciales: 19 - 16, 32 - 39 | Parciales: 19 - 16, 32 - 39 | Parciales: 19 - 16, 32 - 39 | Ankara  |  |

### Grupo D
|   | Equipo  | Pts | G | P | PF  | PC  | Dif  |
| - | ------- | --- | - | - | --- | --- | ---- |
| 1 | Francia | 4   | 2 | 0 | 143 | 80  | 63   |
| 2 | Canadá  | 3   | 1 | 1 | 136 | 79  | 57   |
| 3 | Malí    | 2   | 0 | 1 | 56  | 176 | -120 |

## Resultados
| 25 de junio, 21:15 | Canadá | 89 - 23 | Malí |  |
| Reporte            | Ankara |         |      |  |

| 26 de junio, 21:15 | Francia | 56 - 47 | Canadá |  |
| Reporte            | Ankara  |         |        |  |

| 27 de junio, 21:15 | Francia | 87 - 33 | Malí |  |
|                    | Ankara  |         |      |  |

## Segunda ronda
|  | Cuartos de final | Cuartos de final |                 |  | Semifinales | Semifinales |  |  | Final | Final |  |
|  | 29 de junio      |                  |                 |  |             |             |  |  |       |       |  |
|  |                  |                  |                 |  |             |             |  |  |       |       |  |
|  |                  |                  |                 |  |             |             |  |  |       |       |  |
|  | Turquía          | 72               |                 |  |             |             |  |  |       |       |  |
|  | Turquía          | 72               |                 |  |             |             |  |  |       |       |  |
|  | Argentina        | 58               |                 |  |             |             |  |  |       |       |  |
|  | Argentina        | 58               | Turquía         |  |             |             |  |  |       |       |  |
|  |                  |                  |                 |  |             |             |  |  |       |       |  |
|  |                  |                  | Croacia         |  |             |             |  |  |       |       |  |
|  | Croacia          | 56               |                 |  |             |             |  |  |       |       |  |
|  | Croacia          | 56               |                 |  |             |             |  |  |       |       |  |
|  | Canadá           | 54               |                 |  |             |             |  |  |       |       |  |
|  | Canadá           | 54               |                 |  |             |             |  |  |       |       |  |
|  |                  |                  |                 |  |             |             |  |  |       |       |  |
|  |                  |                  |                 |  |             |             |  |  |       |       |  |
|  | República Checa  | 53               |                 |  |             |             |  |  |       |       |  |
|  | República Checa  | 53               |                 |  |             |             |  |  |       |       |  |
|  | Japón            | 47               |                 |  |             |             |  |  |       |       |  |
|  | Japón            | 47               | República Checa |  |             |             |  |  |       |       |  |
|  |                  |                  |                 |  |             |             |  |  |       |       |  |
|  |                  |                  | Francia         |  |             |             |  |  |       |       |  |
|  | Francia          | 80               |                 |  |             |             |  |  |       |       |  |
|  | Francia          | 80               |                 |  |             |             |  |  |       |       |  |
|  | Corea del Sur    | 63               |                 |  |             |             |  |  |       |       |  |
|  | Corea del Sur    | 63               |                 |  |             |             |  |  |       |       |  |
|  |                  |                  |                 |  |             |             |  |  |       |       |  |

## Cuartosdefinal
| 29 de junio, 14:30 | Croacia            | 59 - 56            | Canadá |  |
|                    |                    |                    |        |  |
| Parciales: 17 - 16 | Parciales: 17 - 16 | Parciales: 17 - 16 | Ankara |  |

| 29 de junio, 16:45 | República Checa | 53 - 47 | Japón |  |
|                    | Ankara          |         |       |  |

| 29 de junio, 19:00 | Turquía | 72 - 58 | Argentina |  |
|                    | Ankara  |         |           |  |

| 29 de junio, 21:15 | Francia | 80 - 63 | Corea del Sur |  |
|                    | Ankara  |         |               |  |

## Quinto Puesto
| 30 de junio, 20:15 | Canadá | 58 - 41 | Argentina |  |
|                    | Ankara |         |           |  |

| 30 de junio, 18:00 | Japón  | 79 - 51 | Corea del Sur |  |
|                    | Ankara |         |               |  |

| 1 de julio, 00:00 | Canadá | 71 - 63 | Japón |  |
|                   | Ankara |         |       |  |

## Posiciones globales
|  | Clasificados a Londres 2012 |

|                   | Equipo          | Pts | PG | PP | PF  | PC  | Dif  | Pct   |
| ----------------- | --------------- | --- | -- | -- | --- | --- | ---- | ----- |
| Medalla de oro    | Francia         | 6   | 3  | 0  | 223 | 143 | 80   | 1.000 |
| Medalla de plata  | Turquía         | 6   | 3  | 0  | 202 | 160 | 42   | 1.000 |
| Medalla de bronce | República Checa | 6   | 3  | 0  | 191 | 152 | 39   | 1.000 |
| 4                 | Croacia         | 6   | 3  | 0  | 221 | 189 | 32   | 1.000 |
| 5                 | Canadá          | 4   | 1  | 2  | 188 | 133 | 55   | 0.333 |
| 6                 | Japón           | 4   | 1  | 2  | 175 | 188 | −13  | 0.333 |
| 7                 | Corea del Sur   | 4   | 1  | 2  | 209 | 228 | −19  | 0.333 |
| 8                 | Argentina       | 4   | 1  | 2  | 166 | 191 | −25  | 0.333 |
| 9                 | Nueva Zelanda   | 2   | 0  | 2  | 102 | 124 | −22  | 0.000 |
| 10                | Puerto Rico     | 2   | 0  | 2  | 123 | 144 | −21  | 0.000 |
| 11                | Mozambique      | 2   | 0  | 2  | 127 | 155 | −28  | 0.000 |
| 12                | Mali            | 2   | 0  | 2  | 56  | 176 | −120 | 0.000 |